# Storia dell'impero bizantino (Ostrogorskij)
La Storia dell'impero bizantino è un trattato storico del bizantinista russo Georgij Aleksandrovič Ostrogorskij. Il testo presenta tre versioni, risalenti rispettivamente al 1940, 1952 e al 1963. 
L'edizione definitiva, del 1963, venne pubblicata in lingua tedesca col titolo originale Geschichte des Byzantinischen Staates dalla Verlag C. H. Beck di Monaco di Baviera. Il libro ottenne un buon successo a partire dalla seconda edizione, con le versioni in francese (Histoire de l'état byzantin nella traduzione di Jean Guillard (Payot, Parigi, 1956), e inglese (History of the Byzantine State, traduzione di Joan M. Hussey, Blackwell, Oxford, 1956 e Rutgers University Press, New Brunswick, New Jersey, 1957), contenenti rettifiche e aggiunte rispetto alla seconda versione del '52. Altre versioni sono quella serbo-croata (Istorija Vizantije, Belgrado, 1959) e quella slovena (Zgodovina Bizanca, traduzione di Jože e Milena Zupančič, Lubiana, 1961). La prima edizione italiana è stata quella della Einaudi del 1968, pubblicata nella collana Biblioteca di cultura storica, via via sempre ristampata, nella traduzione di Piero Leone. 
L'opera contiene una disamina dello Stato bizantino cosiddetto medioevale, limitando la trattazione relativa al primo periodo, ovvero fino all'avvento di Eraclio al trono di Bisanzio (610), il quale segna il definitivo abbandono del modello statale romano. Da qui Ostrogorsky si concentra, soffermandosi sul periodo prettamente "greco", terminato con la definitiva caduta della capitale Costantinopoli per mano dei turchi ottomani, avvenuta nel 1453.